# Élections régionales slovaques de 2022
Les élections régionales slovaques de 2022 se déroulent le 29 octobre 2022 afin de renouveler pour quatre ans les conseils régionaux de Slovaquie. Pour la première fois, les élections municipales ont lieu simultanément,.

## Résultats
| Candidat                 | Candidat                 | Parti                    | Voix    | %     |
| ------------------------ | ------------------------ | ------------------------ | ------- | ----- |
|                          | Juraj Droba              | SaS-PS                   | 136 983 | 63,60 |
|                          | Ján Mažgút               | SMER-SNS                 | 28 911  | 13,42 |
|                          | Ivan Bošňák              | SPOLU                    | 18 445  | 8,56  |
|                          | Dušan Velič              | ZA L'UDI-SME RODINA-KDH  | 17 420  | 8,08  |
|                          | Milan Lopašovský         | SMS                      | 4 449   | 2,06  |
|                          | Stefan Zima              | REP                      | 3 751   | 1,74  |
|                          | Magdalena Sulanová       | L'SNS                    | 2 927   | 1,35  |
|                          | Andrej Trnovec           | SĽS                      | 2 465   | 1,14  |
|                          |                          |                          |         |       |
| Votes valides            | Votes valides            | Votes valides            | 215 351 | 92,32 |
| Votes blancs et nuls     | Votes blancs et nuls     | Votes blancs et nuls     | 17 904  | 7,68  |
| Total                    | Total                    | Total                    | 233 255 | 100   |
| Abstention               | Abstention               | Abstention               | 370 952 | 61,40 |
| Inscrits / participation | Inscrits / participation | Inscrits / participation | 604 207 | 38,60 |